# Saint-Remy-sur-Bussy
Saint-Remy-sur-Bussy ist eine französische Gemeinde mit 329 Einwohnern (Stand: 1. Januar 2022) im Département Marne in der Region Grand Est (bis 2015 Champagne-Ardenne). Sie gehört zum Arrondissement Châlons-en-Champagne (bis 2017: Arrondissement Sainte-Menehould), zum Kanton Argonne Suippe et Vesle und zum 2014 gegründeten Gemeindeverband Région de Suippes. Die Bewohner werden Saint-Remillons genannt.

## Geografie
Saint-Remy-sur-Bussy liegt 25 Kilometer ostnordöstlich von Châlons-en-Champagne und etwa 59 Kilometer südöstlich von Reims. Umgeben wird Saint-Remy-sur-Bussy von den Nachbargemeinden Somme-Suippe im Norden, Somme-Tourbe im Nordosten, La Croix-en-Champagne im Osten, Tilloy-et-Bellay im Süden und Südosten, Somme-Vesle im Süden sowie Bussy-le-Château im Westen.

## Bevölkerungsentwicklung
| Jahr                       | 1962 | 1968 | 1975 | 1982 | 1990 | 1999 | 2006 | 2011 | 2018 |
| Einwohner                  | 317  | 281  | 242  | 266  | 306  | 301  | 334  | 343  | 343  |
| Quellen: Cassini und INSEE |      |      |      |      |      |      |      |      |      |

## Sehenswürdigkeiten

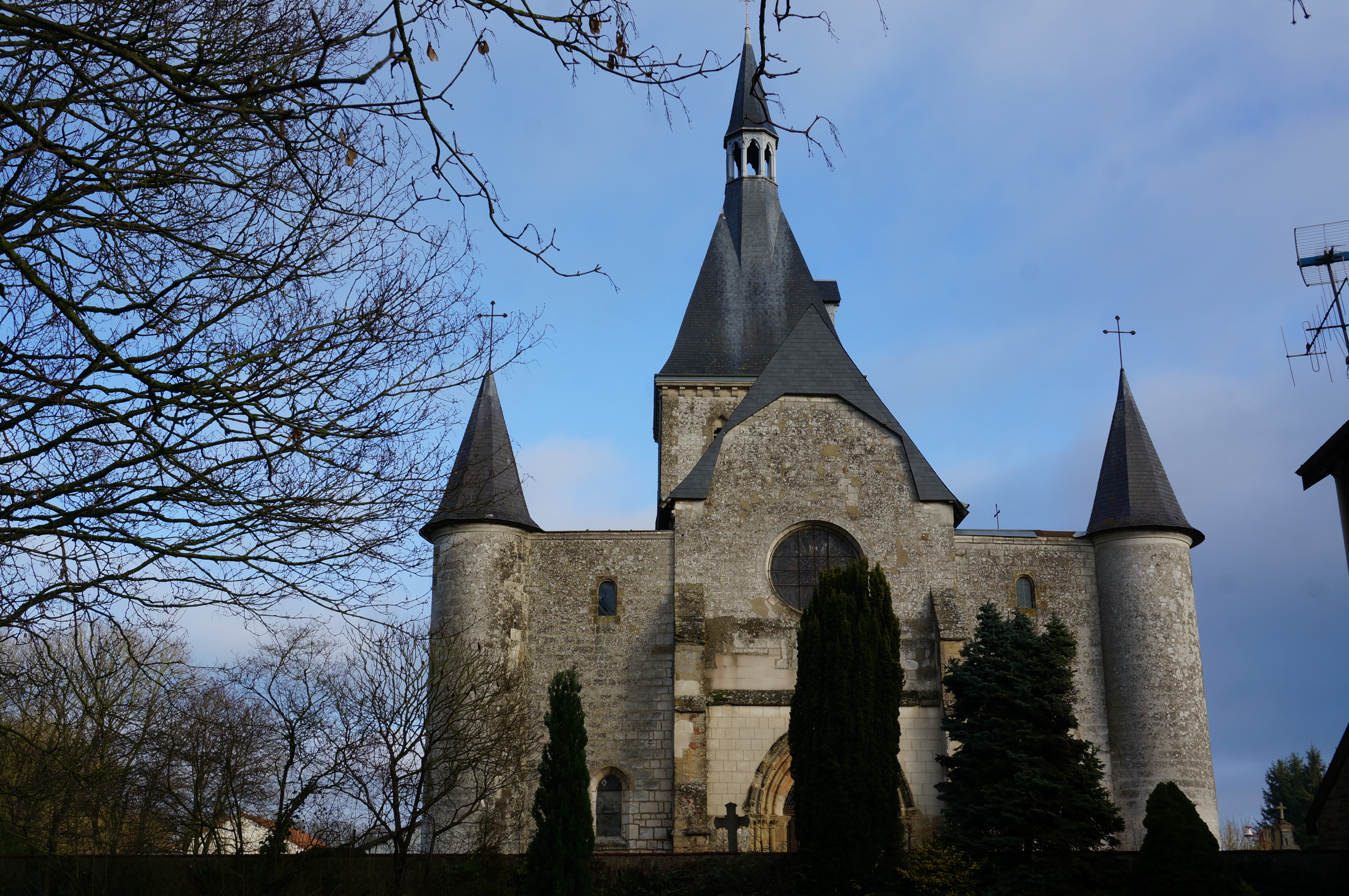
Kirche Saint-Remi

- Kirche Saint-Remi

## Persönlichkeiten
- Félix Antoine Appert (1817–1891), General und Botschafter Frankreichs am russischen Zarenhof

## Belege
1. ↑  Saint-Remy-sur-Bussy auf cassini.ehess.fr
2. ↑  Saint-Remy-sur-Bussy auf insee.fr